# Escut de Girona
L'escut oficial de Girona té el següent blasonament:
Escut caironat: d'or, 4 pals de gules; l'escussó quadrilong ibèric vairat d'ondes d'argent i de gules. Per timbre una corona de príncep.

## Història
És possible que Girona tingués un escut o distintiu abans del segle xiii. L'actual escut dataria de 1318, durant el regnat de Jaume el Just.
Girona fou el centre d'un dels catorze comtats originaris de Catalunya, fundat per Carlemany l'any 785. Un segle més tard el comtat de Girona es va unir al de Barcelona (878) i va passar sota la jurisdicció dels comtes reis: aquesta és la raó de les armes reials de Catalunya, presents a l'escut de Girona des del començament del segle xiii. També d'aquesta època és l'escussó amb el vairat d'ondes, de gules i argent, que és el senyal tradicional i identificatiu de la ciutat (ja apareix en un segell de 1289); el nombre de peces ha estat inestable, quatre o tres, i també els esmalts, gules o atzur, i es diu que recorda els quatre rius (Ter, Onyar, Güell i Galligants) que conflueixen a Girona. L'escut oficial s'ha establert finalment amb tres peces esmaltades de gules, tal com apareixien a les armories de 1372 i 1476 respectivament.
L'antic comtat va esdevenir més endavant un ducat (1351), quan Pere III el Cerimoniós va atorgar el títol de duc al seu primer fill, l'infant Joan. El 1414, el rei Ferran I va donar el títol de Príncep de Girona al seu fill primogènit, l'infant Alfons. És per això que hi ha una corona de príncep al capdamunt de l'escut.
Oficialment, l'escut va ser aprovat el 17 de juliol de 1996 i publicat al DOGC el 9 d'agost del mateix any amb el número 2241.